# Ruy Espinheira Filho
Ruy Alberto d'Assis Espinheira Filho, conhecido como Ruy Espinheira Filho (Salvador, 12 de dezembro de 1942), é um poeta e escritor brasileiro. Desde 15 de setembro de 2000, ocupa a Cadeira nº 17 da Academia de Letras da Bahia.

## Biografia
Filho de Ruy Alberto de Assis Espinheira, advogado, e de Iracema D’Andréa Espinheira, de ascendência italiana, passou a infância na cidade de Poções e a adolescência na cidade de Jequié, no Sudoeste baiano. De volta a Salvador, em 1961, estudou no Colégio Central da Bahia e, levado pelo poeta Affonso Manta, que conhecia desde Poções, ingressou no grupo boêmio capitaneado por Carlos Anísio Melhor. Ainda na década de 1960 começou a publicar na revista Serial, criada por Antonio Brasileiro, e se iniciou no jornalismo — como cronista da Tribuna da Bahia (1969-1981), onde também trabalhou como copy desk e editor (1974-1980). Colaborou ainda com O Pasquim, como correspondente na Bahia (1976--1981), e foi contratado como cronista diário do Jornal da Bahia (1983-1993).
Atualmente assina artigos quinzenas em A Tarde. Graduado em Jornalismo (1973), mestre em Ciências Sociais (1978) e doutor em Letras  (1999) pela Universidade Federal da Bahia, UFBA, e doutor honoris causa pela Universidade Estadual do Sudoeste da Bahia, UESB (1999), é professor associado do Departamento de Letras Vernáculas do Instituto de Letras da UFBA, membro da Academia de Letras de Jequié e da Academia de Letras da Bahia.
Publicou 11 livros de poemas: Heléboro (1974), Julgado do Vento (1979), As Sombras Luminosas (1981 — Prêmio Nacional de Poesia Cruz e Sousa), Morte Secreta e Poesia Anterior (1984), A Guerra do Gato (infantil — 1987), A Canção de Beatriz e outros poemas (1990), Antologia Breve (1995), Antologia Poética (1996), Memória da Chuva (1996 — Prêmio Ribeiro Couto, da União Brasileira de Escritores), Livro de Sonetos (1998; 2. ed. revista, ampl. e il., 2000), Poesia Reunida e Inéditos (1998), A Cidade e os Sonhos (2003), Elegia de agosto e outros poemas (2005; em 2006 – Prêmio de Poesia da Academia Brasileira de Letras, Prêmio Jabuti – 2º lugar –, da Câmara Brasileira do Livro; Menção Especial do Prêmio Cassiano Ricardo, da UBE-RJ). Tem ainda publicados vários livros em prosa: Sob o Último Sol de Fevereiro (crônicas, 1975), O Vento no Tamarindeiro (contos, 1981); as novelas O Rei Artur Vai à Guerra (1987, finalista do Prêmio Nestlé), O Fantasma da Delegacia (1988), Os Quatro Mosqueteiros Eram Três (1989); os romances Ângelo Sobral Desce aos Infernos (1986 — Prêmio Rio de Literatura [2º lugar], 1985), Últimos Tempos Heróicos em Manacá da Serra (1991); Um Rio Corre na Lua (2007) e os ensaios O Nordeste e o Negro na Poesia de Jorge de Lima, dissertação de Mestrado em Ciências Sociais pela Universidade Federal da Bahia (1990), Tumulto de Amor e Outros Tumultos – Criação e Arte em Mário de Andrade, tese de Doutorado em Letras, também pela UFBA (2001), Forma e alumbramento — poética e poesia em Manuel Bandeira (2004). Lançou ainda o CD Poemas, gravado pelo próprio autor, com 48 textos extraídos de seus livros, além de alguns inéditos (2001). Contos e poemas seus foram incluídos em diversas antologias, no Brasil e no exterior (Portugal, Itália, França, Espanha e Estados Unidos).

## Obras

### Poesia
- Heléboro (1974)
- Julgado do Vento (1979)
- As Sombras Luminosas (1981 — Prêmio Nacional de Poesia Cruz e Sousa)
- Morte Secreta e Poesia Anterior (1984)
- A Guerra do Gato (infantil — 1987)
- A Canção de Beatriz e outros poemas (1990)
- Antologia Breve (1995)
- Antologia Poética (1996)
- Memória da Chuva (1996 — Prêmio Ribeiro Couto, da União Brasileira de Escritores)
- Livro de Sonetos (1998; 2. ed. revista, ampl. e il., 2000)
- Poesia Reunida e Inéditos (1998)
- A Cidade e os Sonhos (2003)
- Elegia de agosto e outros poemas (2005; em 2006 – Prêmio de Poesia da Academia Brasileira de Letras, Prêmio Jabuti – 2º lugar –, da Câmara Brasileira do Livro; Menção Especial do Prêmio Cassiano Ricardo, da UBE-RJ).
- Uma História do Paraíso & outros poemas (2019)

### Prosa
- Sob o Último Sol de Fevereiro (crônicas, 1975)
- O Vento no Tamarindeiro (contos, 1981)
- O Rei Artur Vai à Guerra (1987, finalista do Prêmio Nestlé)
- O Fantasma da Delegacia (1988)
- Os Quatro Mosqueteiros Eram Três (1989)
- Ângelo Sobral Desce aos Infernos (1986 — Prêmio Rio de Literatura [2º lugar], 1985)
- Últimos Tempos Heróicos em Manacá da Serra (1991)
- Um Rio Corre na Lua (2007)
- O Nordeste e o Negro na Poesia de Jorge de Lima, dissertação de Mestrado em Ciências Sociais pela Universidade Federal da Bahia (1990)
- Tumulto de Amor e Outros Tumultos – Criação e Arte em Mário de Andrade, tese de Doutorado em Letras, também pela UFBA (2001)
- Forma e alumbramento — poética e poesia em Manuel Bandeira (2004)

### CD
- Poemas, gravado pelo próprio autor, com 48 textos extraídos de seus livros, além de alguns inéditos (2001)